# Буза, Роберто
Робе́рто Бу́за (итал. Roberto Busa, 28 ноября 1913, Виченца, Венеция — 9 августа 2011, Галларате, Ломбардия) — итальянский священник-иезуит, теолог. Одним из первых начал применять компьютерные технологии в лингвистике и литературном анализе. Основная работа Роберто Бузы — Index Thomisticus, представляющий собой полную лемматизацию работ Святого Фомы Аквинского и некоторых других авторов.

## Биография
Буза родился в итальянском городе Виченца, став вторым из пяти детей в семье. Посещал начальную школу в Больцано, а затем среднюю школу в Вероне и в Беллуно. В 1928 году он поступил в епископальную семинарию города Беллуно, где завершил своё среднее образование и записался на двухлетний курс теологии под руководством Альбино Лучани — будущим папой римским Иоанном Павлом I. В 1933 году он присоединился к ордену иезуитов, где получил сперва диплом бакалавра философии в 1937 году, а затем диплом бакалавра теологии в 1941. Там же, в 1940 году был рукоположен в священники. С 1940 по 1943 год Роберто Буза служил в качестве военного капеллана в национальной армии, а затем в партизанском движении. В 1946 году окончил Папский Григорианский университет в Риме с дипломной работой на тему «Томистическая терминология интериорности», которая была опубликована в 1949 году. Затем преподавал онтологию, теодицею и научную методологию в иезуитском институте философии Алоизианум, где также в течение нескольких лет работал в качестве библиотекаря.

## Index Thomisticus
В 1946 году Буза составил концепт Index Thomisticus — инструмента, с помощью которого можно было бы легко осуществлять поиск по массивному корпусу работ Фомы Аквинского. В 1949 году он познакомился с Томасом Уотсоном, основателем компании IBM, и сумел убедить его проспонсировать создание Index Thomisticus. Проект занял около 30 лет, и в итоге в 1970-х удалось издать 56 печатных томов Index Thomisticus. В 1989 году последовал выпуск Index Thomisticus на оптических дисках для CD-ROM, а в 2005 году была открыта и онлайн-версия, спонсированная фондом Фомы Аквинского (Fundación Tomás de Aquino). Год спустя был запущен проект the Index Thomisticus Treebank, целью которого является синтаксическая разметка корпуса текстов Фомы Аквинского.

## Недавние проекты
Перед своей смертью Буза преподавал в Папском Григорианском университете в Риме, в институте философии Алоизианум в Галларате и в католическом университете Священного Сердца в Милане. Он также работал над проектом «бикультурный томистический лексикон», задачей которого является изучение латинских концептов, использовавшихся Фомой Аквинским, в рамках современной культуры.